# Hieronymus Gmainer
Hieronymus Gmainer (ur. 1663, zm. 1729) – dziennikarz i redaktor austriacki.
Hieronymus Gmainer był jednym z edytorów gazety Wiennerisches Diarium (dzisiejsze Wiener Zeitung) założonej w roku 1703 w Wiedniu. Początkowo pracował w niej na pół etatu. Gdy jednak pierwszy edytor gazety Johann Baptist Schönwetter odszedł, jego następca Johann Peter van Ghelen zatrudnił Gmainera jako generalnego redaktora.
Gmainer uczynił z gazety zbiór reportaży dotyczących wszystkich dziedzin życia. Dotychczas zajmowała się ona niemal jedynie wieściami z frontu wojny o sukcesję hiszpańską.